# داب الشجر قصير الأصابع

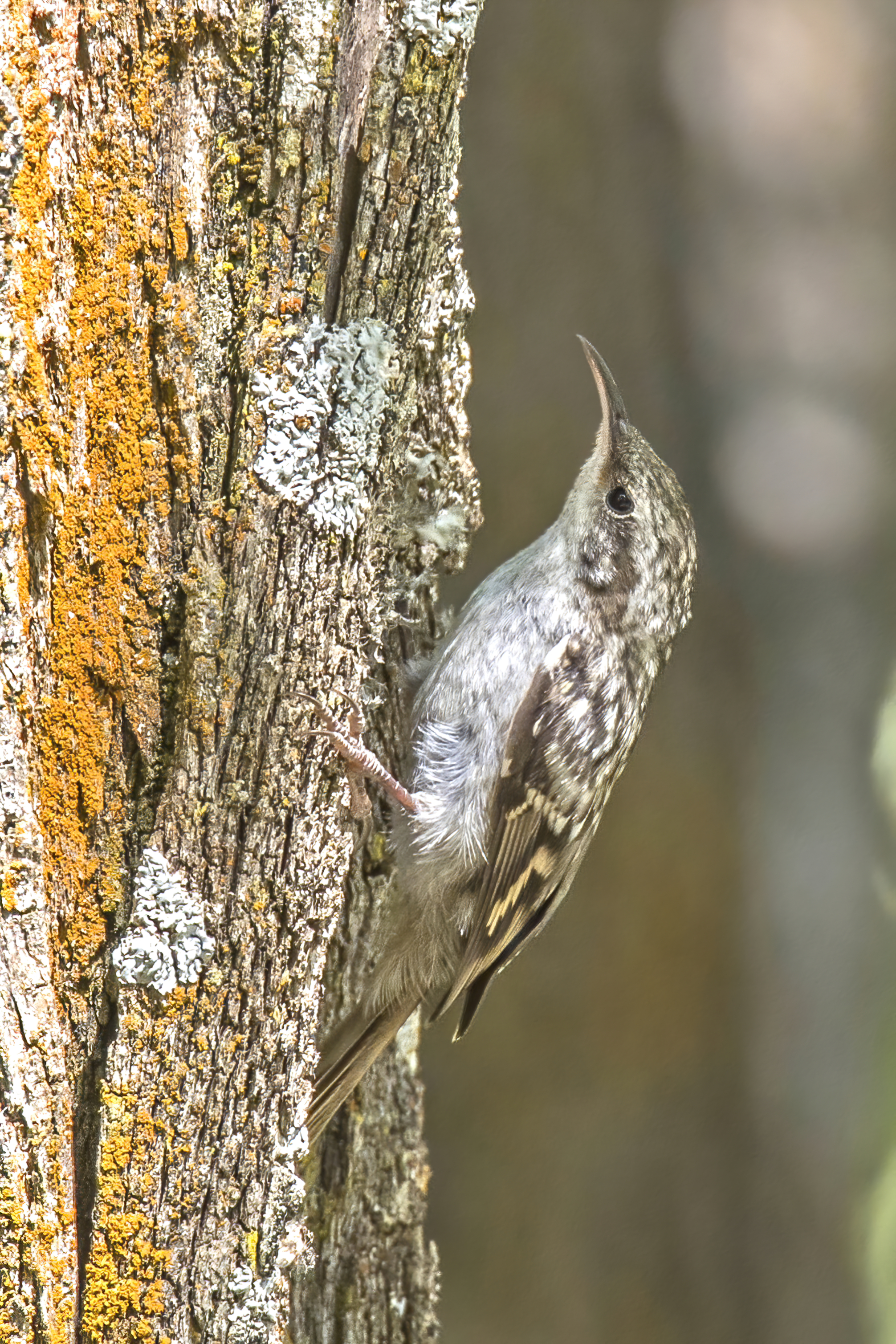
النُوَيعة الدوروثيّة (الاسم العلمي: C. b. dorotheae)، قبرص.

داب الشجر قصير الأصابع (الاسم العلمي: Certhia brachydactyla) هو جاثم صغير الحجم يوجد في الغابات عبر معظم المناطق الدافئة في أوروبا وشمال إفريقيا. ينتشر عامةً في اتجاه الجنوب أكثر من باقي الأنواع الأوروبية الأخرى من دواب الشجر، ويسهل الخلط بينه وبين داب الشجر الأوراسي في المناطق التي يتداخل انتشارهما فيها. يميل داب الشجر قصير الأصابع إلى تفضيل الأشجار النفضيّة والارتفاعات المنخفضة أكثر من قريبه أوراسي في هذه المناطق المتداخلة. مع أنه مقيم بصفة عامة، إلا أن بعض الطيور قد تشرد عن نطاقها خارج موسم التفريخ.
داب الشجر قصير الأصابع هو واحد من مجموعة مكونة من أربعة دواب شجر متشابهة جدًا في مواطن القارة الشمالية، بما في ذلك قريبتها دواب الشجر البُنية من أمريكا الشمالية،  ولديه خمسة نُويعات تختلف في المظهر والتغريد. مثل دواب الشجر الأخرى، يكون هذا النوع ذو لون بُني باهت من الأعلى وأبيض من الأسفل، وله منقار منحني وريش ذيل صلب. وهو مقيم في الغابات في كل أنحاء نطاقه، ويُعشش في شقوق الأشجار أو خلف اللحاء، ويضع قُرابة ست بيضات. يقتات هذا النوع غير الهيَّاب أساسًا على الحشرات التي تُلتقط من جذوع الأشجار عندما يصعد الداب عليها بقفزات قصيرة.